# Placówka Straży Granicznej w Trzebieży
Placówka Straży Granicznej w Trzebieży – zlikwidowana graniczna jednostka organizacyjna Straży Granicznej realizująca zadania w ochronie granicy państwowej z Republiką Federalną Niemiec i granicy morskiej.

## Formowanie i zmiany organizacyjne
Placówka Straży Granicznej w Trzebieży z siedzibą w Trzebieży (Placówka SG w Trzebieży), została powołana 24 sierpnia 2005 roku Ustawą z 22 kwietnia 2005 roku O zmianie ustawy o Straży Granicznej..., w strukturach Pomorskiego Oddziału Straży Granicznej w Szczecinie z przemianowania dotychczas funkcjonującej Granicznej Placówki Kontrolnej Straży Granicznej w Trzebieży. Znacznie rozszerzono także uprawnienia komendantów placówek, m.in. w zakresie działań podejmowanych wobec cudzoziemców przebywających na terytorium RP.
Placówka SG w Trzebieży została zniesiona 15 kwietnia 2008 roku, a ochraniany odcinek granicy państwowej wraz z obsadą etatową i podległymi przejściami granicznymi zostały włączone do struktur organizacyjnych Placówki SG w Szczecinie-Porcie.

## Ochrona granicy
Stan z 24 sierpnia 2005

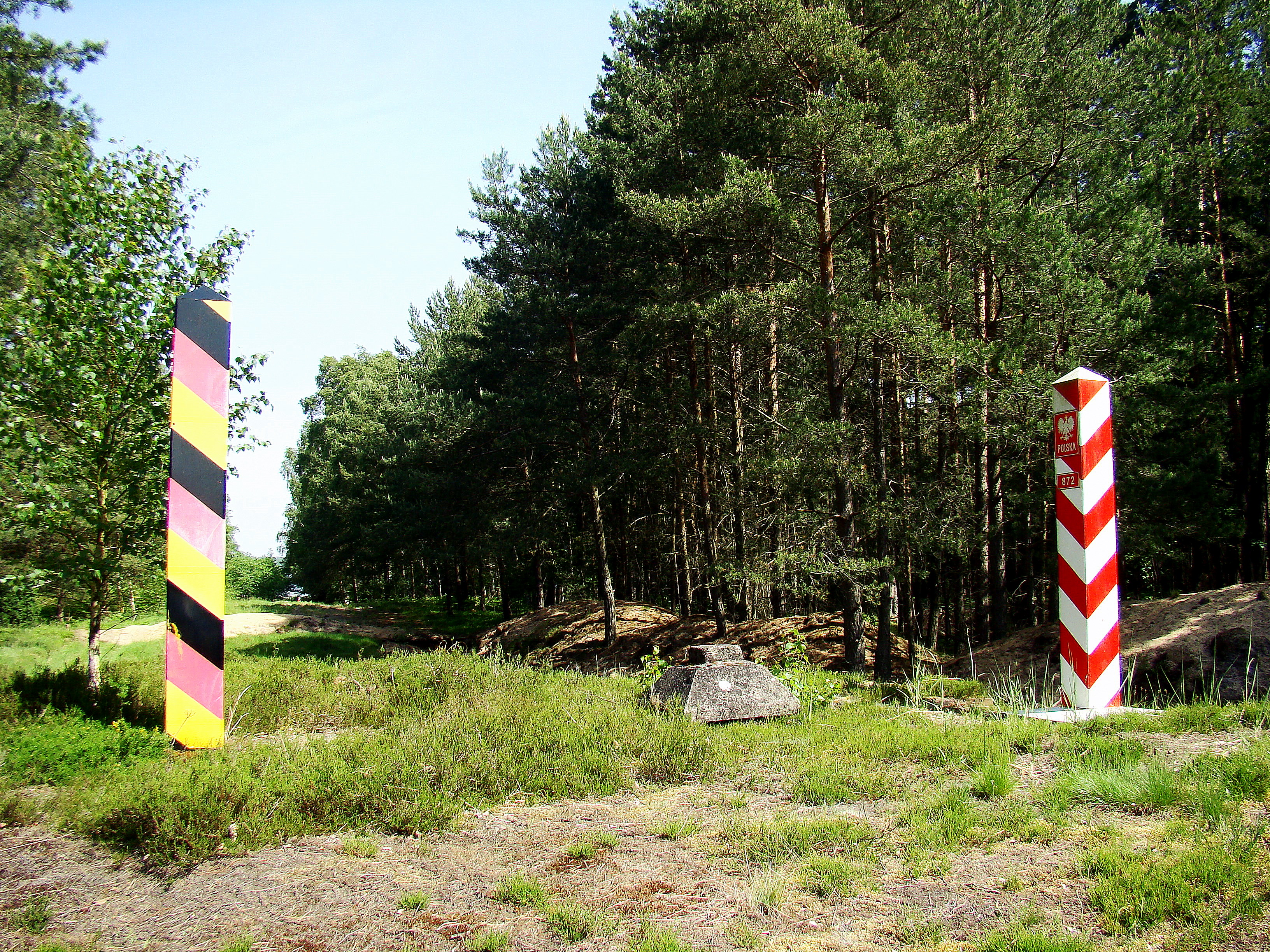
Granica polsko-niemiecka, znaki gran. nr 872 rej. Myśliborza Wielkiego (maj 2009)

Placówka SG w Trzebieży ochraniała odcinek granicy państwowej:
- Od znaku granicznego nr 838 do znaku granicznego nr 892.

W celu zapewnienia coraz lepszej ochrony porządku prawnego państwa i by usprawnić swoje działania na granicy, PSG w Trzebieży organizowała wspólne patrole graniczne m.in. z funkcjonariuszami Policji, Żandarmerii Wojskowej czy też niemieckiej Bundespolizei (BGS).
Od połowy maja 2008 roku PSG w Trzebieży wykorzystywała Backscatter Van (ZBV) – mobilny system skanowania, wbudowany w zwykły pojazd dostawczy, który umożliwiał bezinwazyjną, prostą i wygodną kontrolę zawartości innych pojazdów lub przesyłek cargo niestandardowych rozmiarów.

### Podległe przejścia graniczne
- Trzebież (morskie)[3]
- Nowe Warpno (morskie)[3].

## Placówki sąsiednie
- Placówka SG w Lubieszynie ⇔ Placówka SG w Szczecinie-Porcie – 24.08.2005[3].

## Komendanci placówki
- Andrzej Bałdyga.